# 银江
银江（1916年3月20日—2002年8月17日），本名杜氏桂，是一位越南女诗人。
銀江是河西省常信縣向陽村（今屬河內市）人，1916年出生在河內行𪔠庯的一个儒学家庭。父亲杜有才（Đỗ Hữu Tài）是一位儒生。銀江从小跟從父亲和伯父學習汉文，因此她的诗歌深受古典风格的影响。8岁时，她用笔名月娟（Nguyệt Quyên）发表第一首诗歌《咏翘》（Vịnh Kiều）。1932年新民出版社出版她的诗集《Giọt lệ xuân》。1934年，她参加了共产革命青年组织。1937年，出版詩集《Duyên văn》，并从河内迁到西贡，为《电信日报》（Điện Tín nhật báo）和《梅》（Mai）报刊创作。后来她回到河内，给《第七小说》（Tiểu thuyết thứ bảy）、《普通半月刊》（Phổ thông bán nguyệt san）和《女性》（Đàn bà）等报刊创作。4年后，诗集《Tiếng vọng sông Ngân》令银江女士成为当时越南诗坛最受欢迎的诗人之一。
越南八月革命成功后，银江开始渐渐被淡忘记。2002年7月17日上午9点去世，享年86岁。